# Орест, Михаил
Михаи́л О́рест (укр. Михайло Орест; настоящие имя и фамилия Михаил Константинович Зеров, укр. Михайло Костянтинович Зеров; 1901—1963) — советский украинский поэт, переводчик, педагог. Брат Николая и Дмитрия Зеровых.

## Биография
Родился в семье педагога Константина Зерова.
Окончил Киевский институт народного образования и работал учителем в разных городах. С 1924 жил в Киеве.

Был дважды арестован, репрессирован, отбыл четыре года заключения в концлагерях. Во время Великой Отечественной войны в 1941 году попал в плен, оказался в Виннице, потом во Львове (до 1944 г.), затем в беженском лагере в Аугсбурге. С 1944 года до смерти жил в Германии. Основал и руководил Институтом литературы в Мюнхене.
Кроме оригинального творчества, занимался редакторской работой. Подготовил к печати произведения Николая Зерова «Sonnetarium» (1948), «Catalepton» (1952), «Corollarium» (1958), стихи Павла Филиповича, сборник воспоминаний о неоклассиках «Бессмертные» (1963). Умер в Аугсбурге. Прах поэта перевезён на Украину и перезахоронен на Байковом кладбище в Киеве рядом с Дмитрием Зеровым.

## Творчество
Писать начал ещё в студенческие годы. В молодости интересовался восточной философией, что отозвалось в поэзии. На Украине оригинальных стихов не печатал, лишь несколько переводов. В Аугсбурге стал членом организации МУР (Мисте́цький Украї́нський Рух). В 1949 году выступил против идеологической установки Юрия Шевелёва относительно создания «национально-органического» стиля украинской литературы. Продолжал традиции неоклассицизма. Совместно с Владимиром Державиным основал собственную группу «Рассвет».
Среди образов Ореста центральным является образ леса. По воспоминаниям Олега Зуевского, он мечтал, чтобы его называли поэтом леса.
Переводил с немецкого, французского, английского, итальянского, испанского, португальского, испанского и русского языков.

### Поэзия
- Луны лет (1944, Львов-Краков)
- Душа и судьба (1946, Аугсбург)
- Держава слова (1952, Филадельфия)
- Гость и господа (1952, Филадельфия)
- Поздние всходы (1965, Мюнхен; подготовил к печати Игорь Качуровский)

### Переводы
- Избранные стихи С. Георге. — Аугсбург, 1952
- Р. М. Рильке, Г. фон Гофмансталь, М. Даутендей. Избранные стихи. — Аугсбург, 1953
- Антология немецкой поэзии. — Аугсбург, 1954
- Антология французской поэзии. — Мюнхен, 1954
- Ш. Леконт де Лиль. Стихи. — Мюнхен, 1956
- Море и раковина. Антология европейской поэзии. — Мюнхен, 1959
- Семь немецких новелл. — Мюнхен, 1962.